# Asperula
Genre
Classification APG III (2009)
Asperula  est un genre végétal constitué de 186 espèces de la famille des Rubiacées. Parfois, certaines espèces de Galium (tel que le Gaillet odorant) y sont incluses.

## Description

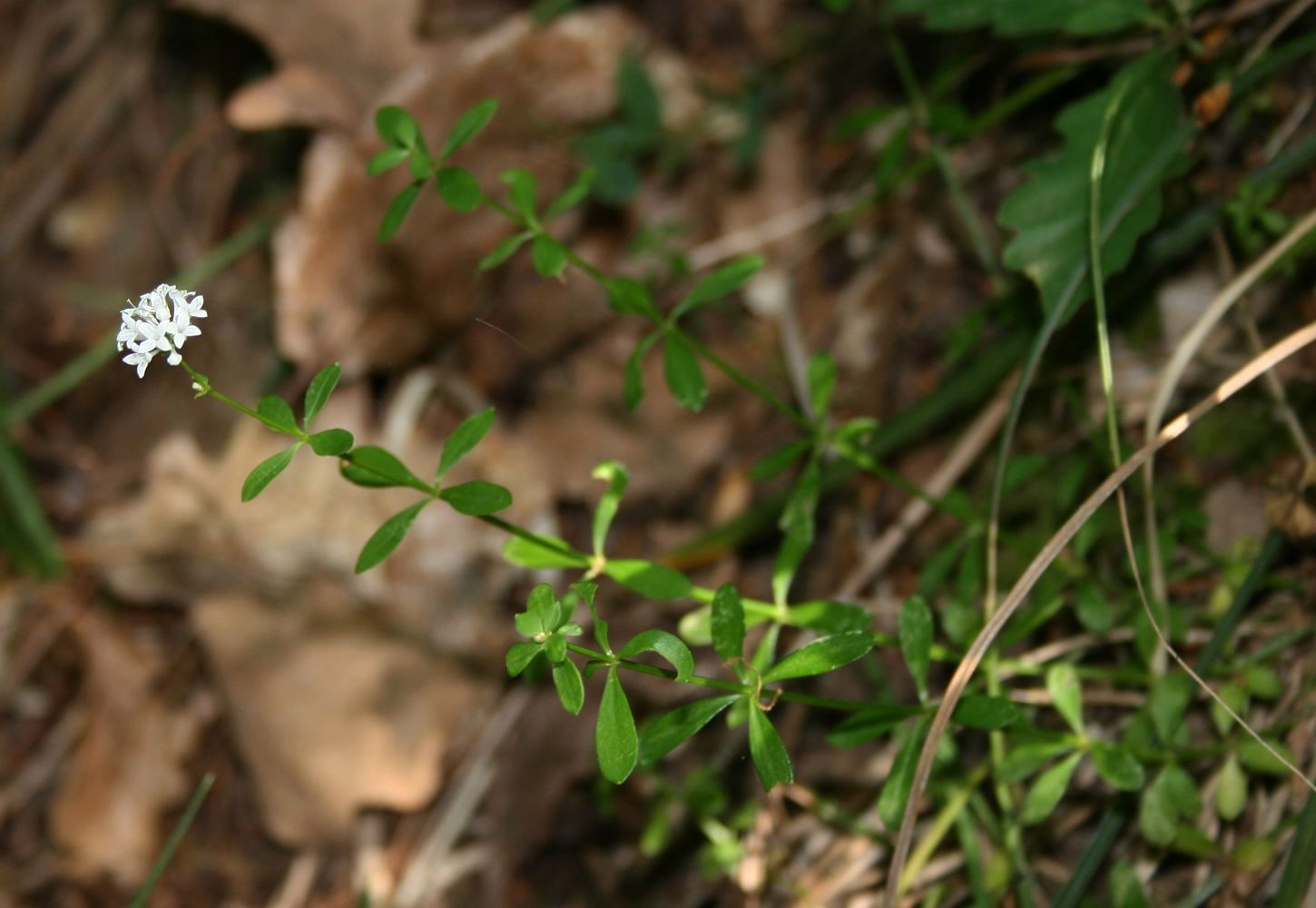
Feuilles et fleurs d’Asperula involucrata

Les espèces de ce genre sont des plantes herbacées ou formant de petits buissons, rarement ligneux à la base. Les rameaux ont une section quadrangulaire. Les feuilles, souvent dotées de stipules, sont disposées en verticilles de 4 à 14 ; elles peuvent être sessiles ou à pétiole très court.
L'inflorescence varie selon les espèces (forme de thyrse, de panicule, de capitule ou de cyme) mais est toujours précédée de bractées, qui sont souvent soudées. 
Chaque fleur est petite, dotée ou non d'un pédicelle, est précédée d’une bractéole. Le calice est très réduit, quasiment absent. La corolle est colorée, de forme variant avec les espèces, mais toujours à pétales soudés à la base et à 5 (ou 4) lobes libres à l'extrémité. Les 4 ou 5 étamines s'insèrent au niveau de l'intérieur du tube formé par la corolle. L'ovaire est infère, à deux loges contenant chacune un seul ovule. Le stigmate présente souvent deux lobes.
Le fruit est un schizocarpe à deux méricarpes produisant chacun un akène. Les akènes sont petits, contiennent un embryon courbe et un albumen dur,.

## Répartition et habitat
Les espèces de ce genre sont réparties en Europe, Asie, Afrique et Océanie. Une grande proportion de ces espèces proviennent des régions arides du Moyen et Proche-Orient.

## Dénominations et systématique

### AsperulaetGalium
Les genres Asperula et Galium ont à l'origine été distingués sur la base de la morphologie de la corolle. Mais même après plusieurs tentatives de redéfinition de ces deux genres sur d'autres bases, morphologiques (notamment la présence ou non de bractéoles) ou génétiques (analyses d’ADN), leur taxonomie n'était toujours pas totalement résolue en 2010.

### Liste d'espèces
Selon World Checklist of Selected Plant Families (WCSP) (28 févr. 2011) et Catalogue of Life (11 mars 2012) :
- Asperula abbreviata (Halácsy) Rech.f., Denkschr. Kaiserl. Akad. Wiss. (1943)
- Asperula abchasica V.I.Krecz. (1934)
- Asperula accrescens Klokov (1958)
- Asperula acuminata I.Thomps. (2009)
- Asperula affinis Boiss. & A.Huet (1856)
- Asperula albiflora Popov (1916)
- Asperula ambleia Airy Shaw (1928)
- Asperula arcadiensis Sims (1820)
- Asperula aristata L.f. (1782)
- Asperula arvensis L. (1753)
- Asperula assamica Meisn. (1864)
- Asperula asterocephala Bornm. (1899)
- Asperula asthenes Airy Shaw & Turrill (1928)
- Asperula azerbaidjanica Mam, Shach & Velib. (1993)
- Asperula badachschenica Pachom. (1987)
- Asperula baenitzii Heldr. ex Boiss., Fl. Orient. (1888)
- Asperula balchanica Bobrov (1958)
- Asperula baldaccii (Halácsy) Ehrend. (1974)
- Asperula bargyli Gomb. (1958)
- Asperula beckiana Degen (1908)
- Asperula biebersteinii V.I.Krecz. (1934)
- Asperula boissieri Heldr. ex Boiss., Fl. Orient. (1888)
- Asperula borbasiana (Korica) Korica (1981)
- Asperula bornmuelleri Velen. ex Bornm. (1931)
- Asperula boryana (Walp.) Ehrend. (1974)
- Asperula botschantzevii Pachom. (1987)
- Asperula brachyantha Boiss. (1846)
- Asperula brachyphylla Trigas & Iatroú (2003)
- Asperula breviflora Boiss. (1849)
- Asperula brevifolia Vent. (1802)
- Asperula bryoides Stapf, Denkschr. Kaiserl. Akad. Wiss. (1885)
- Asperula calabra (Fiori) Ehrend. & Krendl (1974)
- Asperula capitata Kit. ex Schult. (1814)
- Asperula capitellata Hausskn. & Bornm. (1941)
- Asperula carpatica Morariu, Stud. Cercet. Biol. (Bucharest) (1979)
- Asperula charophyton Airy Shaw & Turrill (1928)
- Asperula chlorantha Boiss. & Heldr. (1859)
- Asperula ciliatula Pachom. (1987)
- Asperula cilicia Hausskn. ex Ehrend. (1958)
- Asperula comosa Schönb.-Tem. (1977)
- Asperula conferta Hook.f. (1847)
- Asperula congesta Tschern. (1961)
- Asperula crassifolia L. (1767)
- Asperula crassula Greuter & Zaffran (1984 publ. 1985)
- Asperula cretacea Willd. ex Roem. & Schult. (1818)
- Asperula cristata (Sommier & Levier) V.I.Krecz. (1934)
- Asperula cunninghamii Airy Shaw & Turrill (1928)
- Asperula cymulosa (Post) Post (1893)
- Asperula cynanchica L. (1753)
- Asperula cypria Ehrend. (1977)
- Asperula cyrenaica (E.A.Durand & Barratte) Pamp. (1936)
- Asperula czukavinae Pachom. & Karim (1987)
- Asperula dasyantha Klokov (1958)
- Asperula deficiens Viv. (1830)
- Asperula diminuta Klokov (1958)
- Asperula doerfleri Wettst. (1892)
- Asperula elonea Iatroú & Goergiadis (1984)
- Asperula euboea (Ehrend.) ined..
- Asperula euryphylla Airy Shaw & Turrill (1928)
- Asperula fedtschenkoi Ovcz. & Tschernov (1961)
- Asperula fragillima Boiss. & Hausskn. (1875)
- Asperula friabilis Schönb.-Tem. (1977)
- Asperula galioides M.Bieb. (1808)
- Asperula garganica Huter, Porta & Rigo ex Ehrend. & Krendl (1974)
- Asperula gemella Airy Shaw & Turrill (1928)
- Asperula geminifolia F.Muell. (1866)
- Asperula glabrata Tschern. (1961)
- Asperula glareosa Ehrend. (1958)
- Asperula glomerata (M.Bieb.) Griseb. (1844)
- Asperula gorganica Schönb.-Tem. & Ehrend. (1985)
- Asperula gracilis C.A.Mey. (1831)
- Asperula graveolens M.Bieb. ex Schult. & Schult.f. (1827)
- Asperula gunnii Hook.f. (1947)
- Asperula gussonei Boiss. (1849)
- Asperula haphneola O.Schwarz (1934)
- Asperula hercegovina Degen (1890)
- Asperula hexaphylla All. (1785)
- Asperula hirsuta Desf. (1798)
- Asperula hirta Ramond (1800)
- Asperula hoskingii I.Thomps. (2009)
- Asperula icarica Ehrend. & Schönb.-Tem. (1980)
- Asperula idaea Halácsy (1901)
- Asperula inopinata Schönb.-Tem. (2005)
- Asperula insignis (Vatke) Ehrend. (1977)
- Asperula insolita Pachom. (1987)
- Asperula intersita Klokov (1958)
- Asperula involucrata Wahlenb. (1826)
- Asperula × jordanii E.P.Perrier & Songeon (1855)
- Asperula karataviensis Pavlov (1951)
- Asperula karategini Pachom. & Karim (1987)
- Asperula kemulariae Manden. (1953)
- Asperula kotschyana (Boiss. & Hohen.) Boiss. (1875)
- Asperula kovalevskiana Pachom. (1987)
- Asperula kryloviana Sergeev (1936)
- Asperula laevigata L. (1767)
- Asperula lasiantha Nakai (1938)
- Asperula libanotica Boiss. (1849)
- Asperula lilaciflora Boiss. (1843)
- Asperula lipskyana V.I.Krecz. (1934)
- Asperula litardierei Humbert (1927)
- Asperula littoralis Sm. (1806)
- Asperula lutea Sm. (1806)
- Asperula lycia Stapf, Denkschr. Kaiserl. Akad. Wiss. (1885)
- Asperula majoriflora Borbás ex Formánek (1894)
- Asperula malevonensis Ehrend. & Schönb.-Tem. (1991)
- Asperula markothensis Klokov (1958)
- Asperula mazanderanica Ehrend. (1948)
- Asperula microphylla Boiss. (1843)
- Asperula minima Hook.f. (1847)
- Asperula molluginoides (M.Bieb.) Rchb. (1831)
- Asperula mungieri Boiss. & Heldr. (1849)
- Asperula muscosa Boiss. & Heldr. (1856)
- Asperula naufraga Ehrend. & Gutermann (2000)
- Asperula neglecta Guss. (1826)
- Asperula neilreichii Beck (1883)
- Asperula nitida Sm. (1806)
- Asperula nuratensis Pachom. (1987)
- Asperula oblanceolata I.Thomps. (2009)
- Asperula oetaea (Boiss.) Heldr. ex Halácsy (1901)
- Asperula ophiolithica Ehrend. (1975)
- Asperula oppositifolia Regel & Schmalh. (1882)
- Asperula orientalis Boiss. & Hohen. (1843)
- Asperula pauciflora Tschern. (1961)
- Asperula paui Font Quer (1920)
- Asperula pedicellata Klokov (1958)
- Asperula peloritana C.Brullo, Brullo, Giusso & Scuderi (2009)
- Asperula perpusilla Hook.f. (1852)
- Asperula pestalozzae Boiss. (1856)
- Asperula pinifolia (Boiss.) Ehrend. & Schönb.-Tem. (1991)
- Asperula podlechii Schönb.-Tem. (2005)
- Asperula polymera I.Thomps. (2009)
- Asperula pontica Boiss. (1875)
- Asperula popovii Schischk. (1958)
- Asperula prostrata (Adams) K.Koch (1851)
- Asperula pseudochlorantha Ehrend. (1958)
- Asperula puberula Halácsy & Sint. (1890)
- Asperula pubescens (Willd.) Ehrend. & Schönb.-Tem. (1991)
- Asperula pugionifolia Tschern. (1961)
- Asperula pulchella (Podlech) Ehrend. & Schönb.-Tem. (2005)
- Asperula pulvinaris Heldr. ex Boiss., Fl. Orient. (1888)
- Asperula pumila Moris (1835)
- Asperula purpurea (L.) Ehrend. (1973)
- Asperula pusilla Hook.f. (1847)
- Asperula rechingeri Ehrend. & Schönb.-Tem. (1991)
- Asperula rezaiyensis Schönb.-Tem. (1991)
- Asperula rigida Sibth. & Sm. (1806)
- Asperula rigidula (Halácsy) Halácsy (1900)
- Asperula rumelica Boiss. (1856)
- Asperula rupestris Tineo (1827)
- Asperula rupicola Jord. (1852)
- Asperula samia D.H.Christ. & Goeriadis (1983 publ. 1984)
- Asperula saxicola Ehrend. (1974)
- Asperula scabrella Tschern. (1961)
- Asperula scoparia Hook.f. (1847)
- Asperula scutellaris Vis. (1836)
- Asperula semanensis Schönb.-Tem. & Ehrend. (1985)
- Asperula serotina (Boiss. & Heldr.) Ehrend. (1982)
- Asperula seticornis Boiss. (1846)
- Asperula setosa Jaub. & Spach (1843)
- Asperula sherardioides Jaub. & Spach (1843)
- Asperula sintenisii Asch. ex Bornm. (1941)
- Asperula sordide-rosea Popov (1916)
- Asperula staliana Vis. (1850)
- Asperula stricta Boiss. (1843)
- Asperula strishovae Pachom. & Karim (1987)
- Asperula suavis Fisch., C.A.Mey. & Avé-Lall. (1842)
- Asperula suberosa Sibth. & Sm. (1806)
- Asperula subsimplex Hook.f. (1947)
- Asperula subulifolia Airy Shaw & Turrill (1928)
- Asperula suffruticosa Boiss. & Heldr. (1856)
- Asperula supina M.Bieb. (1808)
- Asperula syrticola (Miq.) Airy Shaw & Turrill (1928)
- Asperula szovitsii Ehrend. & Schönb.-Tem. (2005)
- Asperula taurina L. (1753)
- Asperula taygetea Boiss. & Heldr. (1849)
- Asperula tenella Heuff. ex Degen (1897)
- Asperula tenuifolia Boiss. (1843)
- Asperula tenuissima K.Koch (1851)
- Asperula tephrocarpa Czern. ex Popov & Chrshan., Byull. Moskovsk. Obshch. Isp. Prir., Otd. Biol., n.s. (1946)
- Asperula tetraphylla (Airy Shaw & Turrill) I.Thomps. (2009)
- Asperula tinctoria L. (1753)
- Asperula tournefortii Sieber ex Spreng. (1824)
- Asperula tragacanthoides Brullo (1979)
- Asperula trichodes J.Gay ex DC. (1830)
- Asperula trifida Makino (1903)
- Asperula virgata Hub.-Mor. ex Ehrend. & Schönb.-Tem. (1979)
- Asperula visianii Korica (1979)
- Asperula wettsteinii Adamovic (1889)
- Asperula wimmeriana Airy Shaw & Turrill (1928)
- Asperula woloszczakii Korica (1975)
- Asperula woronowii V.I.Krecz. (1934)
- Asperula xylorrhiza Nábelek (1923)

## Galerie

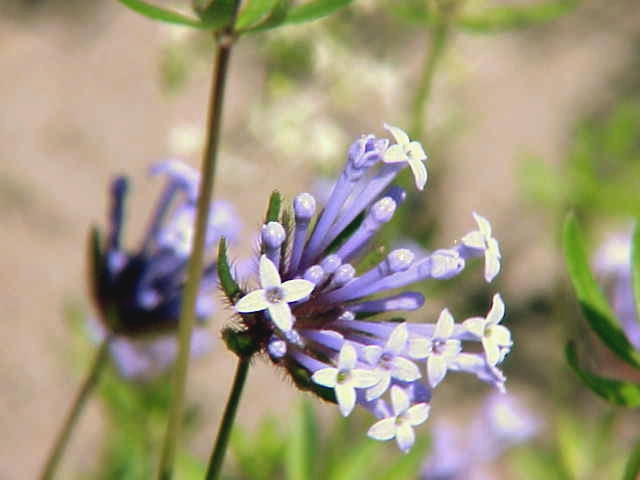
Asperula arvensis
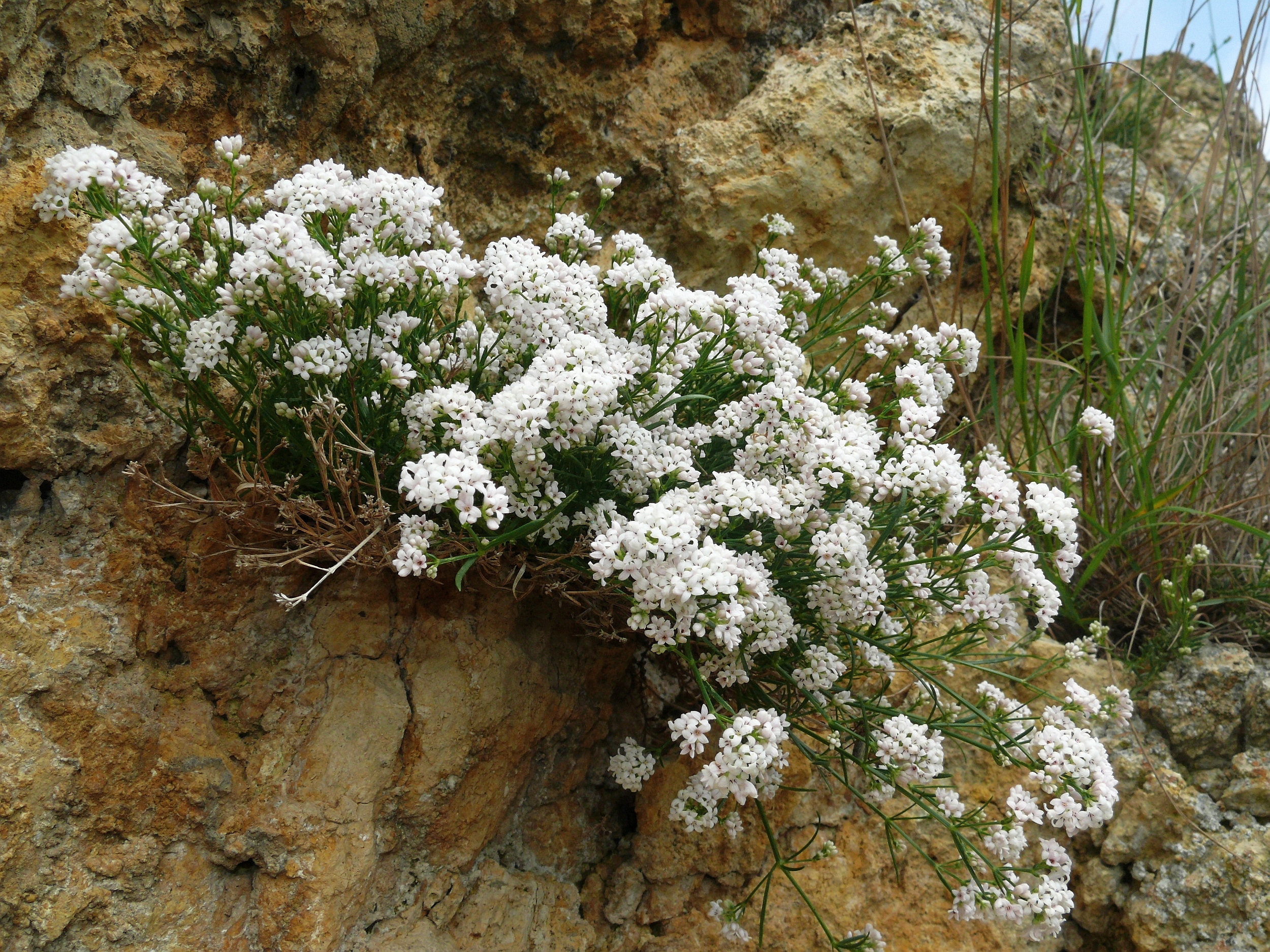
Asperula cynanchica
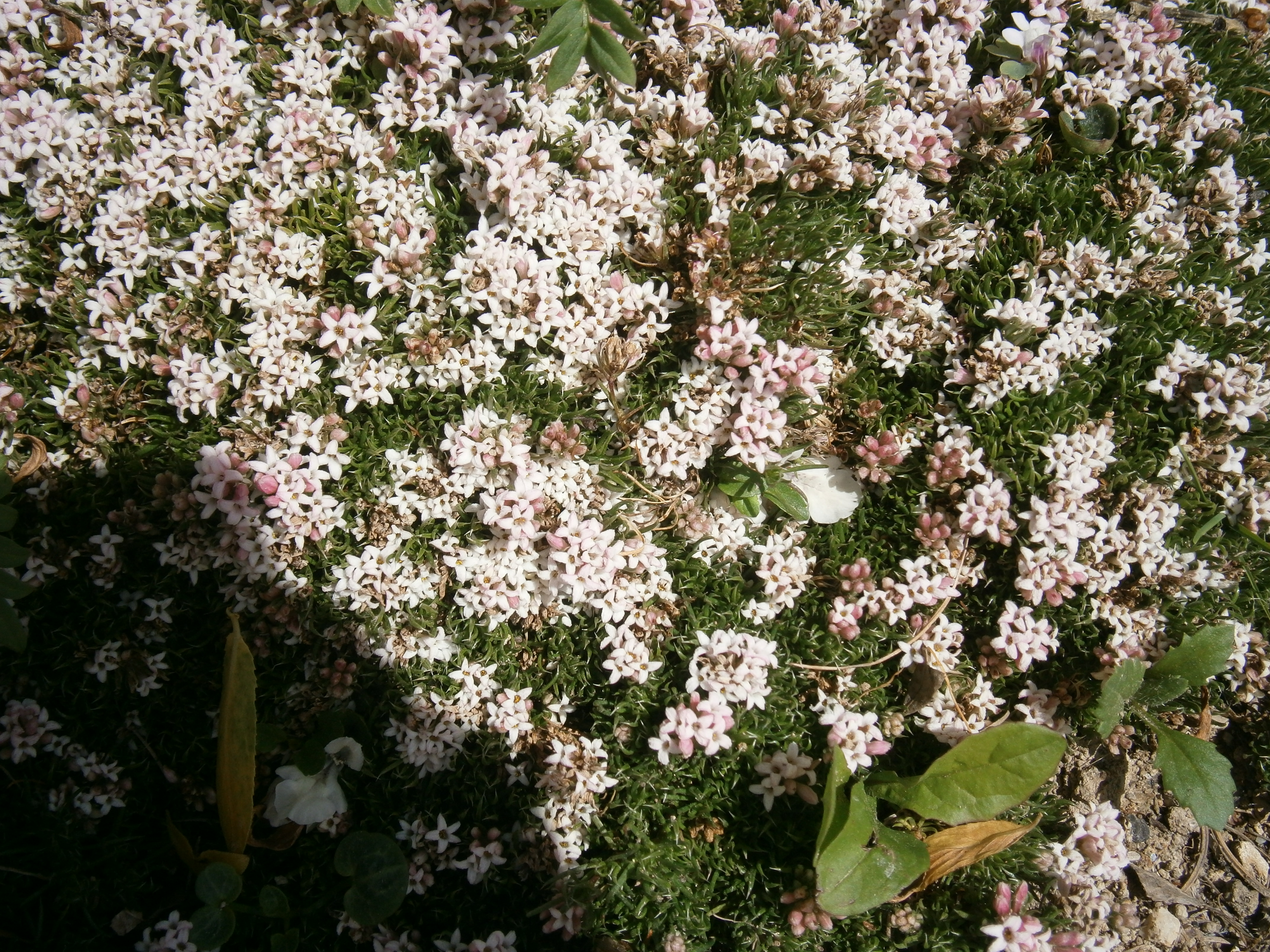
Asperula gussonei